# Chapada do Norte
Chapada do Norte is een gemeente in de Braziliaanse deelstaat Minas Gerais. De gemeente telt 16.025 inwoners (schatting 2009).

## Aangrenzende gemeenten
De gemeente grenst aan Berilo, Francisco Badaró, Jenipapo de Minas, José Gonçalves de Minas, Leme do Prado, Minas Novas en Novo Cruzeiro.